# Вікторія Вудгалл
Вікторія Каліфорнія Клафлін (23 вересня 1838 р. — 9 червня 1927), у шлюбах Клафлін Вудгалл та Вудгалл Мартін — американська суфражистська лідерка, ораторка, брокерка, підприємиця, письменниця, редакторка феміністичної газети. Перша жінка-кандидатка в президенти США (вибори 1872 року) з програмою на підтримку рівних прав жінок. Активістка за права жінок і трудові реформи, прихильниця «вільного кохання», під яким мала на увазі свободу одружуватися, розлучатися та народжувати дітей без соціальних обмежень чи втручання уряду, просувала сексуальну освіту, вегетаріанство та спіритуалізм.
Разом із сестрою Теннессі Клафлін вони були першими жінками, що керували брокерською фірмою на Волл-стріт, заробивши авторитетний статок, який вклали в передвиборну газету Woodhull & Claflin's Weekly (одна з перших газет, заснованих жінками, почала виходити в 1870 році). Передвиборна кампанія Вудгалл надихнула принаймні ще одну жінку — крім її сестри — балотуватися до Конгресу. Викрила подружню зраду міністра Генрі Ворда Бічера, що засуджував вільне кохання, описавши у своїй газеті набагато більше деталей, ніж вважалося належним на той час. Це призвело до суду над Бічером за перелюб, одного найсенсаційніших судових епізодів епохи.
Авторка багатьох статей та промов на соціальні теми (багато з них були створені спільними зусиллями Вудгалл, її спонсорів та її другого чоловіка Джеймса Блада).
«Вони не можуть зупинити наростаючу хвилю реформ», — часто говорила Вудгалл. — «Світ рухається».

## Життєпис
Вікторія Каліфорнія Клафлін народилася сьомою з 10 дітей (6 з яких дожили до повноліття) в сільському прикордонному містечку Гомер, округ Лікінг, штат Огайо. Її мати, Роксана «Роксі» Гаммель Клафлін, народилася від неодружених батьків і була неписьменною. Вона стала послідовницею австрійського містика Франца Месмера та нового спіритуалістичного руху. Її батько, Рубен «Бак» Бакман Клафлін, есквайр, був шахраєм, адвокатом і продавцем зміїної олії. Він походив зі збіднілої гілки шотландсько-американської родини Клафлінів, що проживала в Массачусетсі, напівдалеких двоюрідних братів губернатора Массачусетса Вільяма Клафліна.
За словами біографа Теодора Тілтона, батько бив Вікторію. Біографка Барбара Голдсміт стверджувала, що батько також морив її голодом та вчиняв щодо неї сексуальне насильство, коли вона була ще дуже маленькою. Свою заяву про кровозмішення вона засновувала на вислові в біографії Теодора Тілтона: «Але батьки, наче не бажаючи позбутися доньки, чиє горе передчасно дозрівало в жінку, були в захваті від несподіваної пропозиції». Біографка Майра Макферсон заперечує твердження Голдсміт про те, що «Вікі часто натякала, що він сексуально знущався над нею», а також точність слів Голдсміт про те, що "через роки Вікі скаже, що Бак зробив її «жінкою раніше мого часу». Макферсон писала: «Вікторія не тільки цього не говорила, не було жодного „часто“ залученого, а також це не було про інцест».
Вудгалл вірила в спіритуалізм — вона посилалася на «привида Банко» із шекспірівського «Макбета» — тому що він давав їй віру в краще життя. Вона сказала, що в 1868 році Демосфен порадив їй, яку символіку використовувати для підтримки своїх теорій вільного кохання.
Подорослішавши, Вікторія зблизилася зі своєю сестрою Теннессі Селесте Клафлін (на прізвисько Тенні), на 7 років молодшою за неї та останньою дитиною в сім'ї. Ставши дорослими, вони разом заснували біржову брокерську контору та газету в Нью-Йорку.
До 11 років Вудгалл мала лише три роки формальної освіти, але вчителі визнали її надзвичайно розумною. Вона була змушена залишити школу та дім із сім'єю, коли її батько, після того, як сильно застрахувався, « спалив сімейний гнилий млин. Коли він намагався отримати страхову компенсацію, його підпал і шахрайство були виявлені; його втекла група міських вігілантів. Місто виявило „благодійність“, щоб зібрати кошти для оплати решти від'їзду родини з Огайо».
Вудгалл двічі переходила з бідності до багатства. Перші статки вона заробила на дорозі як магнетична цілителька, перш ніж приєдналася до спіритуалістичного руху в 1870-х.

### Ранній шлюб і діти

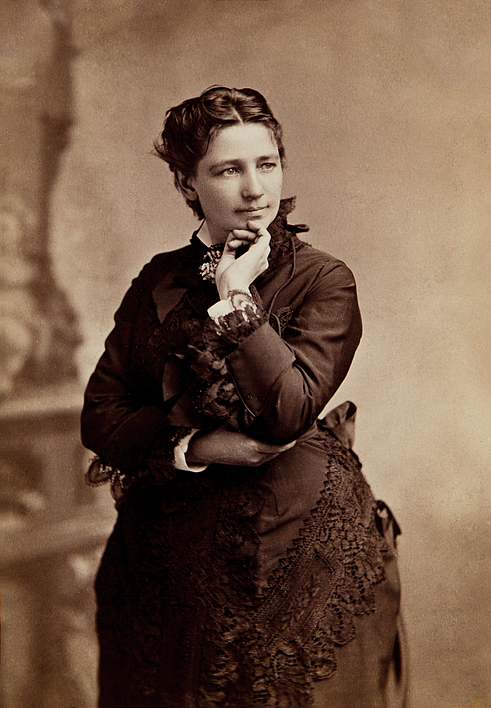
Вікторія Вудгалл, 1860-ті

У 14 років Вікторія познайомилася із 28-річним Каннінгом Вудгаллом (у деяких записах зазначено як „Ченнінг“), лікарем із міста Рочестера, штат Нью-Йорк. Її родина порадилася з ним щодо лікування дівчинки від хронічної хвороби. Вудгалл практикував медицину в Огайо в той час, коли штат не вимагав офіційної медичної освіти та ліцензування. За деякими даними, Вудгалл викрав Вікторію, щоб одружитися з нею. Вудгалл стверджував, що є племінником Калеба Сміта Вудгалла, мера Нью-Йорка з 1849 по 1851 рік; насправді він був далеким двоюрідним братом.
Вони одружилися 20 листопада 1853 року. Їхнє свідоцтво про шлюб було записано в Клівленді 23 листопада 1853 року, коли Вікторії було два місяці після її 15-річчя.
Незабаром Вікторія дізналася, що її чоловік алкоголік і бабій. Їй часто доводилося працювати поза домом, щоб утримувати сім'ю. У шлюбі вона народила двох дітей, Байрон і Зулу (пізніше названа Зула) Мод Вудгалл. Байрон народився з розумовою відсталістю в 1854 році, яка, на думку Вікторії, була спричинена алкоголізмом її чоловіка. За іншою версією, інвалідність спричинило падіння з вікна. Після народження дітей Вікторія розлучилася з чоловіком, залишивши його прізвище.

### Другий шлюб
Приблизно в 1866 році Вудгалл одружилася з полковником Джеймсом Гарві Бладом, який також одружувався вдруге. Він служив в армії Союзу в Міссурі під час Громадянської війни в США і був обраний міським аудитором Сент-Луїса, Міссурі.

### Життя в Англії і третій шлюб

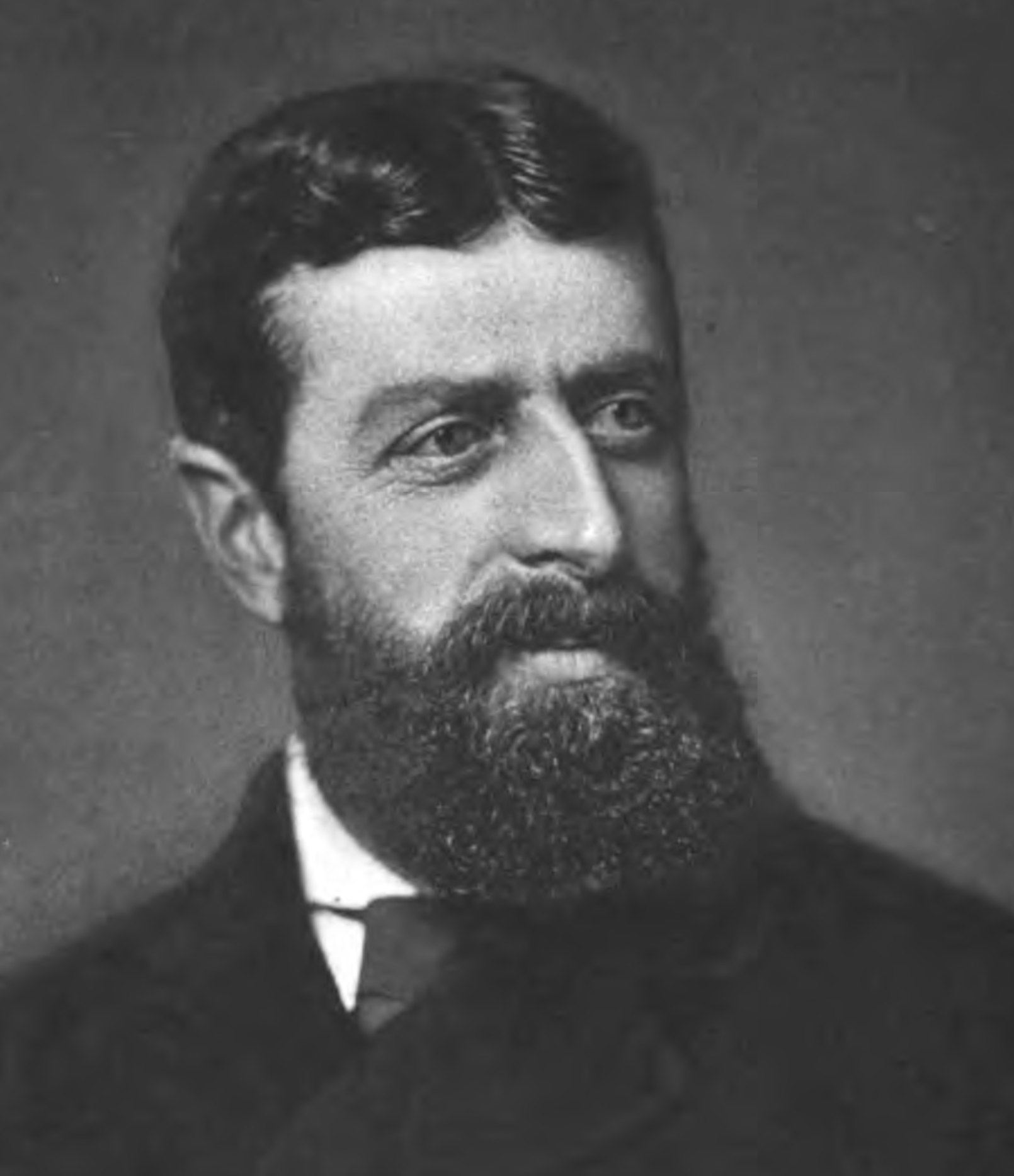
Джон Біддулф Мартін

У жовтні 1876 року Вудгалл розлучилася з другим чоловіком, полковником Бладом. Після смерті Корнелія Вандербільта в 1877 році Вільям Генрі Вандербільт заплатив Вудгалл і її сестрі Клафлін 1000 доларів США (еквівалент $27,000 у 2022 році), щоб ті залишили країну, оскільки він хвилювався, що вони можуть свідчити на слуханнях щодо розподілу маєтку старшого Вандербільта. Сестри прийняли пропозицію й у серпні 1877 року переїхали до Великої Британії.
Вудгалл вперше виступила на публіці як лекторка в Сент-Джеймс-голі в Лондоні 4 грудня 1877 року. Її лекція називалася «Людське тіло, храм Бога», лекцію, яку вона раніше читала у США. На одній з її лекцій був присутній банкір Джон Біддулф Мартін. Вони почали бачитися й одружилися 31 жовтня 1883 року. Його родина не схвалювала союз.

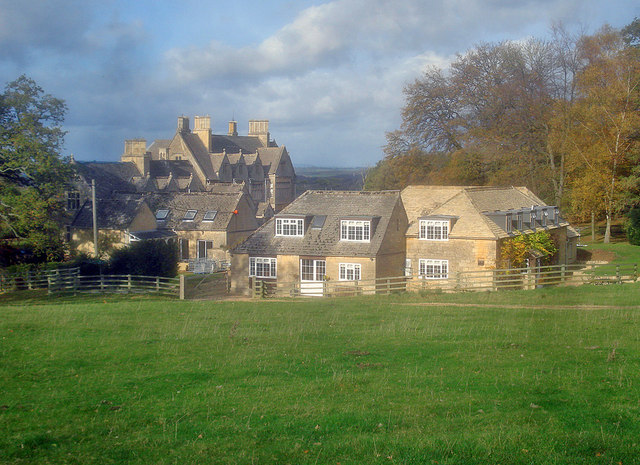
Нортон Парк, Нортон Бредона

Відтоді Вікторія Вудгалл стала відомою як Вікторія Вудгалл Мартін. Під цим іменем вона видавала журнал The Humanitarian із 1892 по 1901 рік за допомогою своєї доньки Зули Вудгалл. Чоловік помер у 1897 році. Після 1901 року Вудгалл Мартін залишила видавничу діяльність і виїхала в село, оселившись у Нортон-Парку, Нортон Бредона, Вустершир, де побудувала сільську школу разом із Теннессі та Зулою. Завдяки своїй роботі в школі Bredon's Norton вона стала борчинею за реформу освіти в англійських сільських школах із додаванням програми дитячих садків.
Вікторія Вудгалл Мартін брала активну участь у піонерських днях автомобілісток у Жіночому автомобільному клубі. Вважалося, що вона була першою жінкою, яка керувала автомобілем у Гайд-парку, Лондоні та на англійських сільських дорогах.

## Кар'єра

### Біржова брокерка

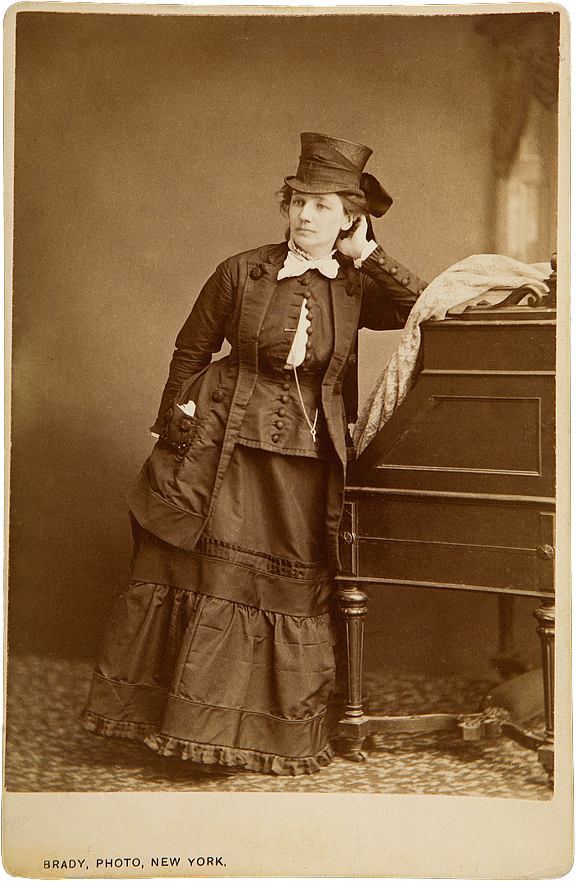
Кабінетна картка Вікторії Вудгалл Метью Бреді, 1866-73 рр.

Вудгалл разом із сестрою Теннессі (Тенні) Клафлін стали першими жінками-біржовими брокерками, і в 1870 році вони відкрили брокерську фірму на Волл-стріт. Брокери Волл-стріт були шоковані. „Спідниці серед великої рогатої худоби та ведмедів“, — під заголовком New York Sun. Компанія Woodhull, Claflin & Company була відкрита в 1870 році за сприяння заможного Корнелія Вандербільта, шанувальника навичок Вудгалл як медіума. Подейкують, що він був коханцем Теннесі і думав одружитися з нею. Вудгалл заробила статок на Нью-Йоркській фондовій біржі, консультуючи таких клієнтів, як Вандербільт. Одного разу вона сказала йому продати свої акції за ціною 150 центів за акцію, що він належним чином і зробив та заробив на цій угоді мільйони. Такі газети, як New York Herald, називали Вудгалл і Клафлін „королевами фінансів“ і „чарівливими брокерами“. Багато сучасних чоловічих журналів (наприклад, The Days' Doings) публікували сексуальні зображення пари, яка керує своєю фірмою (хоча вони не брали участі в повсякденній діяльності фірми), пов'язуючи концепцію публічно свідомих жінок без супроводу з ідеями „сексуальної аморальності“ та проституції.

### Редакторка газети
14 травня 1870 року Вудгалл і Клафлін використали гроші, зароблені від своєї брокерської діяльності, щоб заснувати газету „Woodhull & Claflin's Weekly“, тираж якої в період розквіту становив 20 000 примірників. Його основною метою була підтримка Вікторії Клафлін Вудгалл на пост президента США. Щотижневик, який виходив протягом наступних 6 років, був основним предметом інтересу до фемінізму й став скандально відомим публікацією суперечливих думок на табуйовані теми, пропагуючи, зокрема, сексуальну освіту, вільне кохання, жіноче виборче право, короткі спідниці, спіритуалізм, вегетаріанство та ліцензовану проституцію. В історії часто стверджується, що газета виступала за контрацепцію, але деякі історики не погоджуються.
Газета нині відома тим, що надрукувала першу англійську версію Комуністичного маніфесту Карла Маркса у випуску від 30 грудня 1871 року, і газета красномовно та вміло аргументувала справу праці. Джеймс Блад і Стівен Перл Ендрюс написали більшість статей, а також інші здібні учасники.
У 1872 році Weekly опублікував історію, яка викликала національний скандал і стривожила громадськість на місяці. Генрі Ворд Бічер, відомий проповідник бруклінської Плімутської церкви, у своїх проповідях засуджував філософію вільного кохання Вудгалл, але член його церкви, Теодор Тілтон, розповів Елізабет Кеді Стентон, колезі Вудгалл, що його дружина зізналася, що Бічер скоїв перелюб з нею. Спровокована таким лицемірством, Вудгалл вирішила викрити Бічера. У 1875 році він постав перед судом за подружню зраду в процесі, який став одним із найсенсаційніших судових епізодів епохи, привернувши увагу сотень тисяч американців: судовий процес закінчився незмінним складом присяжних, але церква, безперечно, виграла справу.
2 листопада 1872 року Вудгалл, Клафлін і полковник Блад були заарештовані та звинувачені в публікації непристойної газети й розповсюдженні її через Поштову службу США. Під час рейду було виявлено 3 тисячі примірників газети. Саме цей арешт і виправдання Вудгалл спонукали Конгрес ухвалити закони Комстока 1873 року.
Одного разу її захистив Джордж Френсіс Трейн. Інші феміністки її часу, включаючи Сьюзен Ентоні, не погоджувалися з її тактикою наполягання на рівності жінок. Дехто характеризував її як опортуністичну та непередбачувану; в одному помітному випадку вона посварилася з Ентоні під час зустрічі Національної асоціації жіночого виборчого права (NWSA).

### Суфражистка
Вудгалл навчилася проникати у виключно чоловічу сферу національної політики та домовилася свідчити про жіноче виборче право перед юридичним комітетом Палати представників. У грудні 1870 року вона подала меморандум на підтримку Нового виходу до комітету Палати представників. Вона зачитала меморіал вголос Комітету, стверджуючи, що жінки вже мають право голосу – все, що їм потрібно було зробити, це використати його – оскільки 14 та 15 поправки гарантували захист цього права для всіх громадян. Проста, але потужна логіка її аргументу вразила деяких членів комітету. Дізнавшись про заплановану промову Вудгалл, лідери виборчого права відклали відкриття третього щорічного з'їзду Національної асоціації жіночого виборчого права 1871 року у Вашингтоні, щоб взяти участь у слуханні комітету. Суфражистки Сьюзен Ентоні, Елізабет Кеді Стентон та Ізабелла Бічер Гукер бачили Вудгалл новою борчинею за свою справу. Вони аплодували її заяві: „[Ж]інки рівні з чоловіками перед законом і рівні в усіх своїх правах“.
Завдяки своїй першій публічній появі як захисниці прав жінок Вудгалл перейшла до лідерського кола суфражисток. Хоча її конституційний аргумент не був оригінальним, вона привернула безпрецедентну увагу громадськості до виборчого права. Вудгалл була другою жінкою, яка звернулася до Конгресу особисто (першою була Елізабет Кеді Стентон). Численні газети писали про її виступ перед Конгресом. Ілюстрована газета Френка Леслі надрукувала гравюру на всю сторінку Вудгалл, в оточенні відомих суфражисток, які висловлювали свої аргументи.

### Перший Інтернаціонал
Вудгалл приєдналася до Міжнародної асоціації робітників, відомої також як Перший Інтернаціонал. Вона підтримувала його цілі статтями у своїй газеті. У США багато янкі-радикалів, колишніх аболіціоністів та інших прогресивних активістів стали учасниками організації, яка була заснована в Англії. Американці німецького походження та етнічні ірландці майже втратили контроль над організацією та побоювалися, що її цілі будуть втрачені через широкомасштабний демократичний егалітаризм, який пропагують американці. У 1871 році німці вигнали більшість англомовних членів американських секцій Першого Інтернаціоналу, що призвело до швидкого занепаду організації, оскільки вона не змогла залучити етнічний робітничий клас Америки. У 1872 році Карл Маркс зневажливо відгукнувся про Вудгалл та схвалив виключення.
Останні дослідження показали, що Вудгалл була набагато більш помітною в соціалістичному русі, ніж допускали попередні історики. Вудгалл вважала себе революціонеркою, а її концепція соціальної та політичної реорганізації, як і Маркс, ґрунтувалася на економіці. У статті під назвою „Виборче право для жінок у Сполучених Штатах“ у 1896 році вона дійшла висновку, що „виборче право є лише одним із етапів більшого питання емансипації жінок“. Важливішим є питання про її соціально-економічне становище. Її фінансова незалежність лежить в основі всього іншого». Еллен Керол Дюбуа називає Вудгалл «соціалістичною феміністкою».

### Кандидатка у президенти

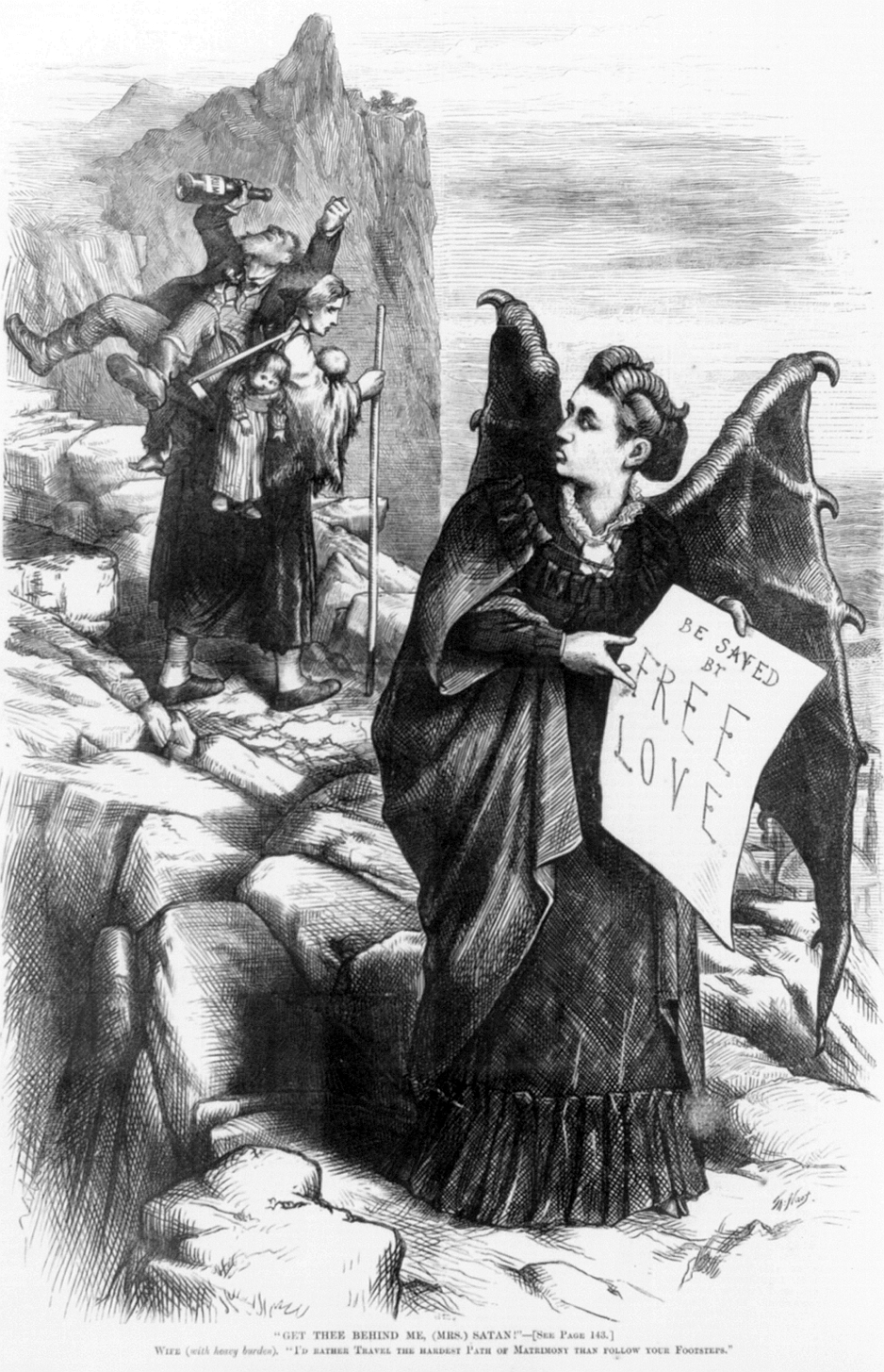
«Відійди від мене, (місіс) Сатано!» Карикатура Томаса Наста 1872 р.: Дружина, що несе важкий тягар дітей і п'яного чоловіка, застерігає (місіс) Сатану (Вікторія Вудгалл): «Я краще піду найважчим шляхом шлюбу, ніж піду твоїми стопами». На табличці пані Сатани написано: «Будьте врятовані вільним коханням».

2 квітня 1870 року був опублікований лист Вікторії Вудгалл до редактора New York Herald, у якому оголошувалося про її кандидатуру.
Вудгалл була висунута на пост президента США новоствореною Партією рівних прав 10 травня 1872 року в Аполло-Голл, Нью-Йорк. Роком раніше вона заявила про свій намір балотуватися. Також у 1871 році вона публічно виступила проти того, щоб уряд складався лише з чоловіків; вона запропонувала розробку нової конституції та створення нового уряду через рік після цього. Її номінація була ратифікована на з'їзді 6 червня 1872 року, що зробило її першою жінкою-кандидаткою.
Хоча багато істориків та авторів погоджуються, що Вудгалл була першою жінкою, яка балотувалася на пост президента, деякі не погоджуються з класифікацією її як справжньої кандидатури, оскільки вона була молодшою за встановлений конституцією 35 років (35-й день народження Вудгалл був у вересні 1873, через 6 місяців після березневої інавгурації).
Кампанія Вудгалл була помітною й тим, що Фредерік Дуглас був висунутий кандидатом у віцепрезиденти, хоча він не брав участі в з'їзді, не визнав свого висунення і не відіграв жодної активної ролі в кампанії. Його висунення викликало суперечки щодо змішування білих і темношкірих людей у суспільному житті та побоювання метисації. Партія рівних прав сподівалася використати номінації, щоб возз'єднати суфражисток з афроамериканськими активістами громадянських прав, оскільки виключення жіночого виборчого права з П'ятнадцятої поправки двома роками тому спричинило суттєвий розкол між групами.
Будучи обвинуваченою в ЗМІ за підтримку вільного кохання, Вудгалл присвятила випуск «Woodhull & Claflin's Weekly» (2 листопада 1872) передбачуваному перелюбу між преподобним Генрі Вордом Бічером, відомим протестантським священиком у Нью-Йорку, та його прихожанкою Елізабет Тілтон. Він підтримував виборче право для жінок, але у своїх проповідях виступав проти вільного кохання. Вудгалл опублікувала статтю, щоб висвітлити подвійні сексуальні стандарти між чоловіком і жінкою.
Того ж дня, за кілька днів до президентських виборів, федеральні маршали США заарештували Вудгалл, її другого чоловіка, полковника Джеймса Блада, і її сестру Тенні за звинуваченням у «виданні непристойної газети» через зміст цього номера. Наступний місяць сестер утримували у в'язниці Ладлоу-стріт, місці, зазвичай призначеному для цивільних правопорушень, але в ньому також утримувалися найзапекліші злочинці. Арешт організував Ентоні Комсток, тогочасний самозваний моральний захисник нації. Опоненти порушували питання про цензуру та переслідування з боку влади. Через 6 місяців усіх трьох було виправдано за технічними обставинами, але арешт не дозволив Вудгалл спробувати проголосувати під час президентських виборів 1872 року. Після публікації скандалу Теодор Тілтон, чоловік звинуваченої Елізабет, подав до суду на Бічера за відчуження любові. Пізніший судовий процес у 1875 році став сенсаційним по всій країні і врешті призвів до розгляду присяжних.
Вудгалл не отримала жодного голосу виборців на виборах 1872 року, під час яких 6 різних кандидатів отримали принаймні один голос виборців і незначний, але невідомий відсоток голосів виборців. Чоловік із Техасу сказав, що голосував за неї, кажучи, що віддає свій голос проти Гранта.
Вудгалл знову намагалася балотуватися на пост президента в 1884 і 1892 роках. Газети повідомляли, що її спроба 1892 року завершилася її висуненням «Національним з'їздом жінок-суфражисток» 21 вересня. Кандидаткою на посаду віцепрезидента була висунута Марієтта Л. Б. Стоу з Каліфорнії. Конгрес відбувся в готелі Willard's у Бунвіллі, штат Нью-Йорк, і його очолила Анна М. Паркер. Деякі жіночі організації, які захищали виборче право, відмовилися від висунення кандидатур, стверджуючи, що комітет із висунення кандидатів був неавторизованим. Було процитовано слова Вудгалл, що їй «судилося» «пророцтвом» бути обраною президентом США на майбутніх виборах.

## Погляди на вільне кохання
Підтримка Вудгалл вільного кохання, ймовірно, почалася після того, як вона виявила зраду свого першого чоловіка Каннінга. Жінки, які вступали в шлюб у США в 19-му столітті, були пов'язані союзами, навіть якщо вони не кохали, і мали небагато варіантів утекти. Розлучення обмежувалося законом і вважалося суспільним скандалом. Жінки, які розлучилися, були стигматизовані та часто остракізмом з боку суспільства. Вікторія Вудгалл дійшла висновку, що жінки повинні мати вибір вийти з нестерпного шлюбу.
Вудгалл вірила в моногамні стосунки, хоча також сказала, що має право змінити свою думку. Вибір займатися сексом чи ні був, у кожному разі, вибором жінки, оскільки це поставило б її в рівний статус із чоловіком, який мав можливість фізично подолати та зґвалтувати жінку, тоді як жінка не мала такої можливості щодо чоловіка. Вудгалл сказала:
Жінці від природи належить право сексуального визначення. Коли в ній пробуджується інстинкт, тільки тоді і тоді має піти комерція. Коли жінка підніметься від сексуального рабства до сексуальної свободи, до володіння та контролю над своїми статевими органами, а чоловік буде зобов’язаний поважати цю свободу, тоді цей інстинкт стане чистим і святим; тоді жінка воскресне від беззаконня та хворобливості, в яких вона зараз потопає, щоб існувати, а інтенсивність і слава її творчих функцій зростуть у сто разів...
У цій же промові, яка стала відомою як „Стейнвеська промова“, виголошеній у понеділок, 20 листопада 1871 року, у Стейнвей-Голлі, Нью-Йорк, Вудгалл сказала про вільне кохання:
Так, я вільна коханка. Я маю невід'ємне, конституційне та природне право кохати кого завгодно, кохати якомога довше або якомога коротше; змінювати це кохання щодня, якщо мені заманеться, і з цим правом ні ти, ні будь-який закон, який ти можеш створити, не має права втручатися.
Вудгалл виступала проти лицемірства суспільства, що терпить одружених чоловіків, які мали коханок і займалися іншими сексуальними розвагами. У 1872 році Вудгалл публічно розкритикувала відомого священнослужителя Генрі Ворда Бічера за подружню зраду. Відомо, що Бічера вів роман зі своєю парафіянкою Елізабет Тілтон, яка зізналася в цьому, і скандал висвітлювався в країні. Вудгалл притягнули до відповідальності за звинувачення в непристойності за те, що вона розсилала звіти про цей роман через федеральну пошту, і її ненадовго ув'язнили. Це додало сенсаційного висвітлення під час її кампанії тієї осені на пост президента США.

### Позиція щодо проституції
Вудгалл особисто виступала проти проституції та вважала шлюб заради матеріальної вигоди однією з її форм, але у своєму журналі, Woodhull & Claflin's Weekly, Вудгалл висловила підтримку легалізації проституції. Особиста розповідь одного з друзів полковника Блада свідчить про те, що Теннессі тримали проти її волі в борделі, поки Вудгалл не врятувала її, але ця історія залишається непідтвердженою.

### Релігійний зсув і відмова від вільного кохання
Хоча попередній радикалізм Вудгалл походив із християнського соціалізму 1850-х, більшу частину свого життя вона займалася спіритуалізмом і не використовувала релігійну мову у своїх публічних промовах. Однак у 1875 році Вудгалл почала публічно підтримувати християнство і змінила свої політичні позиції. Вона викривала шахрайство спіритуалістів у своїй періодичній пресі, відштовхуючи своїх послідовників-спіритуалістів. Вона писала статті проти проміскуїтету, називаючи його „прокляттям суспільства“. Вудгалл відкинула свої попередні погляди на вільне кохання і почала ідеалізувати чистоту, материнство, шлюб і Біблію у своїх творах. Вона навіть стверджувала, що деякі твори були написані від її імені без її згоди. Історики сумніваються в цьому твердженні Вудгалл.

## Погляди на аборти та євгеніку
Вудгалл висловлювала думки щодо абортів, які вважала вбивством дитини, у ключі руху за уникнення небажаної вагітності різними методами. Вона писала:
Кожна жінка знає, що якби вона була вільною, то ніколи б не народила небажаної дитини і не подумала б убити її до її народження.

В одному зі своїх виступів вона зазначає:
Таким чином, права дітей як індивідів починаються ще в період внутрішньоутробного життя. Діти не з'являються на світ з власної волі чи згоди.

У Woodhull and Claflin's Weekly в есе під назвою «When Is It Not Murder to Take a Life?», вона стверджує:
Багато жінок, які були б шоковані від самої думки про вбивство своїх дітей після народження, навмисне їх попередньо знищують. Якщо є якась різниця у фактичному злочині, ми повинні бути раді, що ті, хто практикує останній, вказують на це. Справа в тому, що знищити життя в його ембріональному стані — це так само вбивство, як і знищити його після того, як досягнуто повністю розвиненої форми, оскільки забирається те саме життя.

Пізніше в тому ж есе вона запитує:
Чи може хтось запропонувати краще, ніж поставити жінку в таке положення, щоб вона ніколи не була зобов'язана зачати життя, якого вона не бажає?
Вудгалл також пропагувала євгеніку, популярну на початку ХХ століття. Її погляди на це були пов'язані з її поглядами на аборти, тому що вона звинувачувала аборт у різноманітних проблемах із вагітністю. Її інтерес до євгеніки міг бути зумовлений глибокими інтелектуальними вадами її сина. Вона виступала, серед іншого, за сексуальну освіту, «хороший шлюб» і допологовий догляд як спосіб народжувати здорових дітей і запобігати психічним і фізичним захворюванням. Її твори висловлюють погляди, ближчі до поглядів анархістів-євгеністів, а не поглядів примусових євгеністів, таких як сер Френсіс Гальтон. У 2006 році видавець Майкл В. Перрі виявив записи, які свідчать, що Вудгалл підтримувала примусову стерилізацію людей, яких вона вважала непридатними для розмноження. Він опублікував ці твори у своїй книзі «Леді Євгеніст», процитувавши статтю в New York Times від 1927 року, в якій вона погодилася з рішенням у справі Бак проти Белла. Це різко контрастувало з її попередніми роботами, в яких вона виступала за соціальну свободу та виступала проти втручання уряду в справи кохання та шлюбу.
Вікторія Вудгалл Мартін померла 9 червня 1927 року в Нортон-парку в Нортоні Бредона.

## Спадщина і почесті

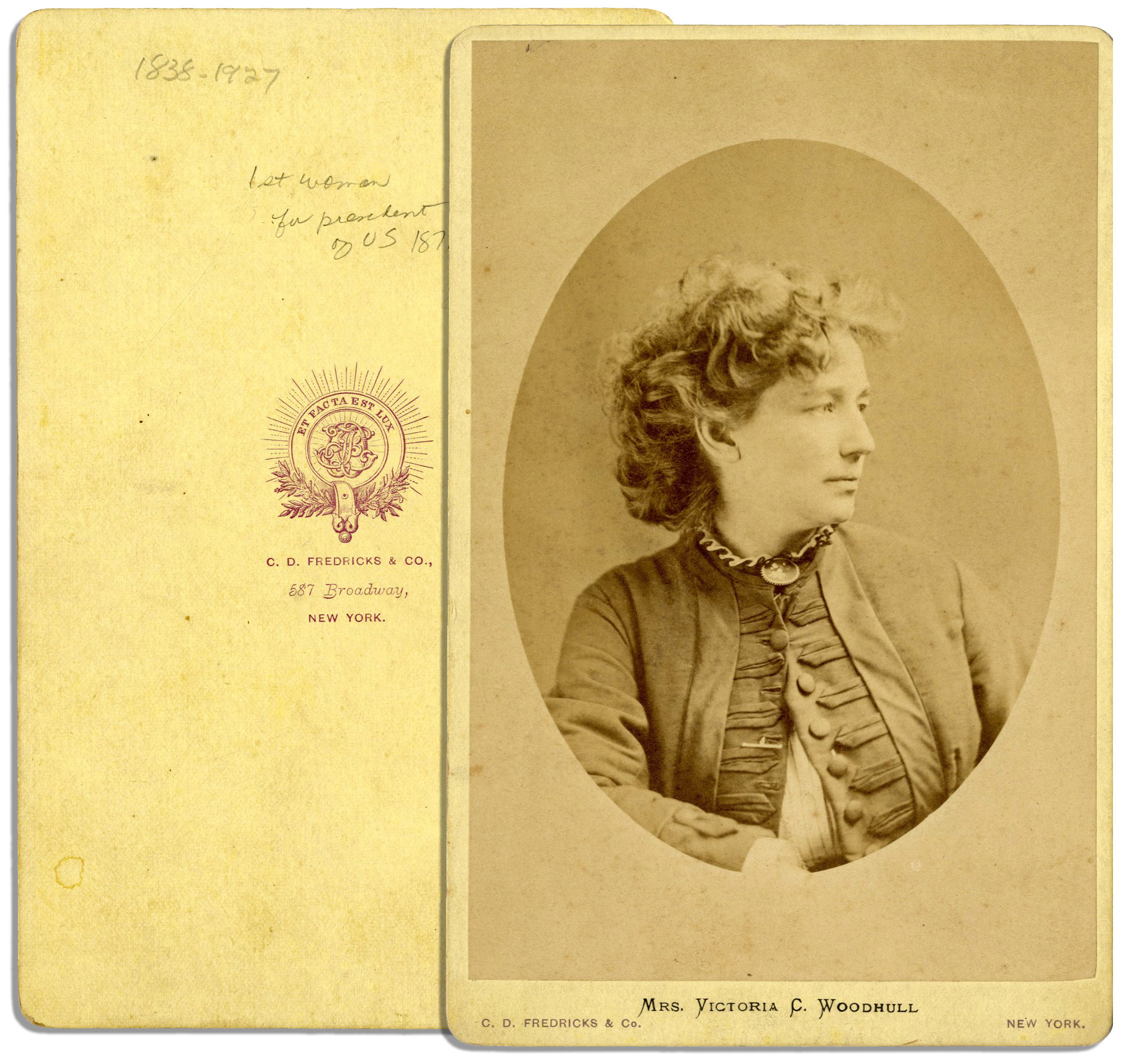
Портретна фотографія кабінетної картки, бл. 1870 р.

Вікторію Вудгалл кілька разів фотографував Метью Бреді.
В абатстві Тьюксбері в Англії є настінний меморіал Вікторії Вудгалл Мартін.
Пам'ятний знак біля публічної бібліотеки Гомера в окрузі Ліккін, штат Огайо, описує Вудгалл як «першу жінку-кандидатку в президенти Сполучених Штатів».
У Музеї Роббінса Гантера в Ґранвіллі, штат Огайо, є меморіальна годинникова вежа на її честь. На годиннику з'являється образ Вудгалл з дерева липи.
Бродвейський мюзикл «Вперед Вікторія» 1980 року був натхненний життям Вікторії Вудгалл.
Інститут етичного лідерства Вудгалл був заснований Наомі Вульф і Марго Магован у 1997 році.
У 2001 році Вікторія Вудгалл була посмертно включена до Національної зали слави жінок.
Woodhull Sexual Freedom Alliance — американська організація захисту прав людини та сексуальної свободи, заснована у 2003 році і названа на честь Вікторії Вудгалл.
Вона була відзначена Управлінням Президента боро Нью-Йорка у березні 2008 року і також включена до карти Історичних місць прав жінок у Нью-Йорку.
26 вересня 2008 року Вікторія Вудгалл була посмертно нагороджена «Нагородою Рональда Г. Брауна за першовідкривача» Школою права Університету Сент-Джона у Квінсі, Нью-Йорк. Мері Л. Ширер, власниця зареєстрованої торгової марки Victoria Woodhull і правнучка пасинка полковника Джеймса Г. Блада, прийняла нагороду від імені Вікторії Вудгалл. Нагороди Trailblazer Awards вручаються «окремим особам, чия робота та діяльність у бізнесі та суспільстві демонструють прихильність підтримці недостатньо представлених груп та окремих осіб».
Вікторія Бонд створила оперу «Місіс Президент» про Вікторію Вудгалл. Прем'єра відбулася у 2012 році в Анкориджі, штат Аляска.
У березні 2017 року Amazon Studios оголосила про створення фільму, заснованого на її житті, продюсеркою якого стала Брі Ларсон у ролі Вікторії Вудгалл.

### Цитування
1. 1 2  Blain V., Grundy I., Clements P. The Feminist Companion to Literature in English: Women Writers from the Middle Ages to the Present — 1990. — P. 1184.
2. 1 2  Encyclopædia Britannica
3. 1 2  SNAC — 2010.
4. 1 2 3  Чеська національна авторитетна база даних
5. ↑  Kemp, Bill (15 листопада 2016). 'Free love' advocate Victoria Woodhull excited Bloomington. The Pantagraph. Процитовано 13 квітня 2016.
6. ↑  "Before Hillary eyed presidency, there was Ohio's 'Mrs. Satan'..
7. ↑  The Revolution, a weekly newspaper founded by Susan B. Anthony and Elizabeth Cady Stanton, had begun publication two years earlier in 1868.
8. ↑  Katz, Elizabeth D. (30 липня 2021). Sex, Suffrage, and State Constitutional Law: Women's Legal Right to Hold Public Office. Yale Journal of Law & Feminism (англ.). Rochester, NY. SSRN 3896499.
9. ↑  For an account of the arrest, see "The Claflin Family: Arrest of Victoria Woodhull, Tennie C. Claflin and Col. Blood — They are Charged with Publishing an Obscene Newspaper, " The New York Times.
10. ↑  Johnson, 1956, с. 86, 87.
11. 1 2  The Woman Who Ran for President – in 1872. The Attic. 3 травня 2018. Процитовано 9 липня 2018.
12. 1 2 3 4 5  Johnson, 1956
13. ↑  Goldsmith, 1998, p. 20 (Alfred A. Knopf edition - ISBN 0-394-55536-8).
14. ↑  Move Over, Hillary! Victoria Woodhull Was the First Woman to Run for U.S. President. Vogue (англ.). 13 квітня 2015. Процитовано 12 вересня 2019.
15. ↑  1850 federal census, Licking, Ohio; Series M432, Roll 703, p. 437; father listed as Buckman, brothers incorrectly transcribed as Hubern (Hubert) and Malven (Melvin).
16. 1 2  Wight, Charles Henry, Genealogy of the Claflin Family, 1661—1898.
17. ↑  Tilton, 1871, с. 4.
18. 1 2  Goldsmith, 1998, с. 51—52.
19. ↑  Tilton, 1871, с. 14.
20. ↑  Goldsmith, 1998, с. 457.
21. ↑  MacPherson, 2014, с. 346.
22. 1 2 3  Goldsmith, 1998.
23. 1 2 3 4  Johnson, 1956, с. 46.
24. 1 2  Johnson, 1956, с. 46—47.
25. ↑  Prioleau, Elizabeth.
26. ↑  Coates, H.T. Woodhull Genealogy: The Woodhull Family in England and America, 1904 pp. 159, 211.
27. ↑  Gabriel, 1998, p. 12.
28. ↑  "Ohio, County Marriages, 1789–2013, index and images, FamilySearch "Marriage records 1849–1854 vol 5 > image 273 of 334; county courthouses, Ohio. familysearch.org. Процитовано 9 червня 2015.
29. 1 2 3 4  Johnson, 1956.
30. ↑  Underhill, 1996, с. 24.
31. ↑  Woodhull, Zula Maude. Who's Who. 59: 1930. 1907.
32. ↑  Noll, Steven and Trent, James.
33. ↑  Havelin, K. (2006). Victoria Woodhull: Fearless Feminist. Trailblazer biography. Twenty-First Century Books. с. 81. ISBN 978-0-8225-5986-3. Процитовано 17 травня 2018.
34. ↑  Felsenthal, Carol. The Strange Tale of the First Woman to Run for President. Politico Magazine (англ.). Архів оригіналу за 22 серпня 2015. Процитовано 28 грудня 2019.
35. ↑  Mrs. Martin Starts English School War; Sister of Tennessee Claflin, Once in Public Eye Here, Again a Reformer. Stirs Village Dogberrys Runs Up-to-Date School on Her Own Estate and Draws Pupils from Old-Fashioned "Three Rs" Seats of Learning. The New York Times.
36. ↑  First Lady Motorist. Westminster Gazette. 10 червня 1904. с. 10. Процитовано 6 січня 2023.
37. ↑  Johnson, 1956, с. 86.
38. 1 2  Johnson, 1956, с. 87.
39. ↑  A Woman for President?; Perhaps you didn't know the fair sex had ever tried for the office, but one lady polled 4,159 votes in 1884. The New York Times.
40. ↑  The Clafin Family; Arrest of Victoria Woodhull, Tennie C. Claflin and Col. Blood – They are Charged with Publishing an Obscene Newspaper. The New York Times.
41. ↑  Lefkowitz Horowitz, Helen.
42. 1 2  Constitutional equality.
43. ↑  Susan Kullmann, „Legal Contender… Victoria C. Woodhull, First Woman to Run for President“.
44. ↑  Messer-Kruse, Timothy (1998). The Yankee International: Marxism and the American Reform Tradition, 1848–1876. Univ of North Carolina Press. с. 2—4. ISBN 978-0-8078-4705-3.
45. ↑  Marx, Carl (28 травня 1872). Notes on the "American split". Marx-Engels Archive. Процитовано 5 серпня 2010.
46. ↑  Hamilton, Neil A. (2002). Rebels and Renegades: A Chronology of Social and Political Dissent in the United States. Taylor & Francis. с. 128.
47. ↑  Frisken, 2012, с. 13.
48. ↑  Stokes, John (2000). Eleanor Marx (1855–1898): Life, Work, Contacts. Ashgate. с. 158—170.
49. ↑  DuBois, Ellen Carol (1998). Woman Suffrage and Women's Rights. NYU Press. с. 256.
50. ↑  Victoria Woodhull announces her candidacy on Apr. 2, 1870 in the New York Herald. The New York Herald. 2 квітня 1870. с. 5. Процитовано 18 липня 2021.
51. ↑  A Lecture on Constitutional Equality, also known as The Great Secession Speech, speech to Woman's Suffrage Convention, New York, May 11, 1871, excerpt quoted in Gabriel, 1998 (author Mary Gabriel journalist, Reuters News Service).
52. ↑  The First Woman To Run For President: Victoria Woodhull (U.S. National Park Service). www.nps.gov (англ.). Процитовано 18 липня 2021.
53. ↑  Woodhull, Victoria C. (2010). 14: The Beecher-Tilton Scandal Case. У Carpenter, Cari M (ред.). Selected Writings of Victoria Woodhull: Suffrage, Free Love, and Eugenics. University of Nebraska Press. ISBN 978-0-8032-2995-2. OCLC 794700538.
54. ↑  Arrest of Victoria Woodhull, Tennie C. Claflin and Col. Blood. They are Charged with Publishing an Obscene Newspaper. The New York Times. 3 листопада 1872. Процитовано 27 червня 2008. The agent of the Society for the Suppression of Obscene Literature, yesterday morning, appeared before United States Commissioner Osborn and asked for a warrant for the arrest of Mrs. Victoria C. Woodhull and Miss Tennie ...
55. 1 2 3  Victoria Woodhull, the Spirit to Run the White House. www.victoria-woodhull.com. Процитовано 6 листопада 2019.
56. ↑  Daily public ledger. [volume] (Maysville, Ky.) 1892-191?, September 23, 1892, Image 3. ISSN 2157-3484. Процитовано 23 лютого 2023.
57. ↑  Pittsburg dispatch. [volume] (Pittsburg [Pa.]) 1880-1923, September 28, 1892, Image 9. с. 9. ISSN 2157-1295. Процитовано 23 лютого 2023.
58. 1 2  Dubois та Dumenil, 2012.
59. ↑  Dworkin, Andrea (1987). Intercourse. Chapter 7: "Occupation/Collaboration.
60. ↑  "And the truth shall make you free". A speech on the principles of social freedom, delivered in Steinway hall, Nov. 20, 1871, by Victoria C. Woodhull, pub. Woodhull & Claflin, New York, 1871.
61. ↑  Victoria Woodhull, Abandoned Woman?. www.victoria-woodhull.com. Процитовано 6 листопада 2019.
62. ↑  Gabriel, 1998, с. 240.
63. ↑  Gabriel, 1998, с. 240f.
64. ↑  Mrs. Victoria Woodhull's work. Humanitarian. Т. 1. December 1892. с. 100. Процитовано 17 травня 2018.
65. ↑  Rugoff, Milton (2018). The Gilded Age. Newbury: New Word City, Inc. с. 221. ISBN 978-1-64019-134-1. OCLC 1029760382. Процитовано 17 травня 2018.
66. ↑  Hayden, 2013, с. 30.
67. ↑  Gabriel, 1998, p. 247.
68. ↑  Frisken, 2012, с. 10.
69. ↑  Hayden, 2013, p. 222.
70. ↑  Wheeling, West Virginia Evening Standard (1875).
71. ↑  Woodhull, Victoria. Woodhull, Children – Their Rights and Privileges. Процитовано 31 жовтня 2019.
72. 1 2  Woodhull, Victoria. When is it not murder to take a life? (PDF). с. 11. Процитовано 31 жовтня 2019.
73. ↑  My Word on Abortion and Other Things. Woodhull and Claflins Weekly. 23 вересня 1871.
74. ↑  Victoria Martin, Suffragist, Dies. Nominated for President of the United States as Mrs. Woodhull in 1872. Leader of Many Causes. Had Fostered Anglo-American Friendship Since She Became Wife of a Britisher ... The New York Times. 11 червня 1927.
75. ↑  Photo taken by RobertFrost1960 on September 21, 2010, accessed June 9, 2011.
76. ↑  Hart, Ted (29 липня 2016). Licking Co. native ran for president in 1872, the first woman ever to do so. NBC4i.com. Архів оригіналу за 3 серпня 2016. Процитовано 4 серпня 2016.
77. ↑  Victoria Claflin Woodhull: Phoenix Rising. Robbins Hunter Museum. 19 грудня 2017. Процитовано 25 серпня 2019.
78. ↑  The Performing Arts: A Guide to the Reference Literature. Libraries Unlimited. 1994. ISBN 978-0-87287-982-9.
79. ↑  National Women's Hall of Fame. Greatwomen.org. Архів оригіналу за 21 жовтня 2011. Процитовано 17 лютого 2013.
80. ↑  Women's Rights, Historic Sites Location List. Office of Manhattan Borough President Scott M. Stringer. Архів оригіналу за 18 липня 2011.
81. ↑  Get to Know The First Woman Who Ever Ran for President. The Takeaway. WNYC. 28 жовтня 2016. Процитовано 31 жовтня 2016.
82. ↑  Baynes, Leonard M. (Fall 2010). The Celebration of the 40th Anniversary of Ronald H. Brown's Graduation from St. John's School of Law. Journal of Civil Rights and Economic Development. 25 (1): 14.
83. 1 2  Dunham, Mike. Review: Opera about first woman to run for president debuts in Anchorage | Arts and Culture. Alaska Dispatch News. Anchorage. Процитовано 18 вересня 2016.
84. ↑  Kroll, Justin (22 березня 2017). Brie Larson to Play First Female U.S. Presidential Candidate Victoria Woodhull in Amazon Film. Variety (амер.). Процитовано 28 березня 2017.

### Цитовані праці
- Dubois, Ellen Carol; Dumenil, Lynn (2012). Through Women's Eyes: An American History with Documents. Bedford Books / St. Martin's. ISBN 978-0312676032.
- Johnson, Gerald W. (June 1956). Dynamic Victoria Woodhull. American Heritage. 7 (4).
- Frisken, Amanda (2012). Victoria Woodhull's Sexual Revolution: Political Theater and the Popular Press in Nineteenth-Century America. EBL-Schweitzer. University of Pennsylvania Press. ISBN 978-0812201987. Процитовано 17 травня 2018.
- Gabriel, Mary (1998). Notorious Victoria: The Life of Victoria Woodhull Uncensored. Chapel Hill: Algonquin Books. ISBN 1-56512-132-5.
- Goldsmith, Barbara (1998). Other Powers: The Age of Suffrage, Spiritualism, and the Scandalous Victoria Woodhull. New York City: Harper Perennial. ISBN 0-06-095332-2.
- Hayden, W. (2013). Evolutionary Rhetoric: Sex, Science, and Free Love in Nineteenth-Century Feminism. Studies in Rhetorics and Feminisms. Southern Illinois University Press. ISBN 978-0809331024.
- MacPherson, Myra (2014). The scarlet sisters : sex, suffrage, and scandal in the Gilded Age. (biography of Victoria Woodhull and Tennessee Celeste Claflin). New York City: Twelve. ISBN 978-0446570237. LCCN 2013027618.
- Tilton, Theodore (1871). Biography of Victoria C. Woodhull. New York City: Golden Age. с. 4.
- Underhill, Lois Beachy (1996). The Woman Who Ran for President: The Many Lives of Victoria Woodhull. Bridgehampton, NY: Penguin Books. ISBN 0140256385.

## Подальше читання

### Вторинні джерела
- Brough, James (1980). The Vixens. Simon & Schuster. ISBN 0-671-22688-6. Historical Fiction
- Caplan, Sheri J. (2013). Petticoats and Pinstripes: Portraits of Women in Wall Street's History. Praeger. ISBN 978-1-4408-0265-2.
- Carpenter, Cari M. (2010). Selected Writings of Victoria Woodhull: Suffrage, Free Love, and Eugenics. Lincoln: University of Nebraska Press.
- Davis, Paulina W., ред. (1871). A history of the national woman's rights movement for twenty years. New York: Journeymen Printers' Cooperative Association.
- Evelina, Nicole (2007). Madame Presidentess: A novel of Victoria Woodhull. Lawson Gartner Publishing. ISBN 978-0996763196.
- Fitzpatrick, Ellen (2016). The Highest Glass Ceiling : Women's Quest for the American Presidency. Cambridge, MA: Harvard University Press. ISBN 978-0-674-08893-1. LCCN 2015045620.
- Frisken, Amanda (2004). Victoria Woodhull's Sexual Revolution. University of Pennsylvania Press. ISBN 0-8122-3798-6.
- Krull, Kathleen (2004). A Woman for President: The Story of Victoria Woodhull. Walker Childrens. ISBN 978-0802789082.
- Lefkowitz Horowitz, Helen (2000). Victoria Woodhull, Anthony Comstock, and Conflict over Sex in the United States in the 1870s. The Journal of American History. 87 (2): 403—434. doi:10.2307/2568758. JSTOR 2568758. PMID 17722380.
- Marberry, M.M. (1967). Vicky. New York: Funk & Wagnalls.
- Meade, Marion (1976). Free Woman. Alfred A. Knopf, Harper & Brothers.
- Riddle, A.G. (1871). The Right of women to exercise the elective franchise under the Fourteenth Article of the Constitution: speech of A.G. Riddle in the Suffrage Convention at Washington, January 11, 1871: the argument was made in support of the Woodhull memorial, before the Judiciary Committee of the House of Representatives, and reproduced in the Convention. Washington.
- Sachs, Emanie (1928). The Terrible Siren. Harper & Brothers.
- Safronoff, Cindy Peyser (2015). Crossing Swords: Mary Baker Eddy vs Victoria Clafin Woodhull and the Battle for the Soul of Marriage – The Untold Story of America's Nineteenth-Century Culture War. Seattle: this one thing.
- Schrupp, Antje (2002). Das Aufsehen erregende Leben der Victoria Woodhull (нім.). Helmer.
- Shone, Steve J. (2019). The Originality and Political Philosophy of Victoria C. Woodhull. Women of Liberty. Studies in Critical Social Sciences. Т. 135. Brill Publishers. с. 79—130. doi:10.1163/9789004393226_005. ISBN 978-90-04-39045-4.
- The Staff of the Historian's Office and National Portrait Gallery (1972). If Elected...' Unsuccessful candidates for the presidency 1796–1968. Washington, DC: United States Government Printing Offices.
- Stern, Madeleine B. (1974). The Victoria Woodhull reader. Weston. ISBN 978-0-87730-009-0.

### Першоджерела
- Woodhull, Victoria C. (2005) [1874]. Free Lover: Sex, Marriage and Eugenics in the Early Speeches of Victoria Woodhull. Seattle. ISBN 1-58742-050-3.. Four of her most important early and radical speeches on sexuality as facsimiles of the original published versions. Includes: «The Principle of Social Freedom» (1872), «The Scare-crows of Sexual Slavery» (1873), «The Elixir of Life» (1873), and «Tried as by Fire» (1873–74).
- Woodhull, Victoria C. (2005) [1893]. Lady Eugenist: Feminist Eugenics in the Speeches and Writings of Victoria Woodhull. Seattle. ISBN 1-58742-040-6.. Seven of her most important speeches and writings on eugenics. Five are facsimiles of the original, published versions. Includes: «Children — Their Rights and Privileges» (1871), «The Garden of Eden» (1875, publ. 1890), «Stirpiculture» (1888), «Humanitarian Government» (1890), «The Rapid Multiplication of the Unfit» (1891), and «The Scientific Propagation of the Human Race» (1893)
- Woodhull, Victoria C. (1870). Constitutional equality the logical result of the XIV and XV Amendments, which not only declare who are citizens, but also define their rights, one of which is the right to vote without regard to sex. New York.
- Woodhull, Victoria C. (1871). The Origin, Tendencies and Principles of Government, or, A Review of the Rise and Fall of Nations from Early Historic Time to the Present. New York: Woodhull, Claflin & Company: New York: Woodhull, Claflin & Co.
- Woodhull, Victoria C. (1871). Speech of Victoria C. Woodhull on the great political issue of constitutional equality, delivered in Lincoln Hall, Washington, Cooper Institute, New York Academy of Music, Brooklyn, Academy of Music, Philadelphia, Opera House, Syracuse: together with her secession speech delivered at Apollo Hall.
- Woodhull, Victoria C. Martin (1891). The Rapid Multiplication of the Unfit. New York.